# Cladodes flabellatus
Cladodes flabellatus là một loài bọ cánh cứng trong họ Đom đóm (Lampyridae). Loài này được Solier in Gay miêu tả khoa học năm 1849.